# Henrik Nordbrandt
Henrik Nordbrandt, född 21 mars 1945 på Frederiksberg i Köpenhamn, död 31 januari 2023, var en dansk poet, författare och översättare.
Nordbrandt tillbringade det mesta av sitt vuxna liv i Turkiet, Grekland och Italien. Hans lyrik är starkt påverkad av Medelhavsområdets städer, landskap och klimat.
Nordbrandt debuterade 21 år gammal med samlingen Digte 1966. Förutom dikter har han skrivit en roman, en barnbok och en turkisk kokbok. Han har också översatt turkisk poesi. 
Nordbrandts diktsamling Violinbyggarnas stad finns med på den danska kulturkanonens lista.
Han tilldelades Nordiska rådets litteraturpris år 2000 för sin poesisamling Drømmebroer (Drömbroar).